# Moerdijk (plaats)

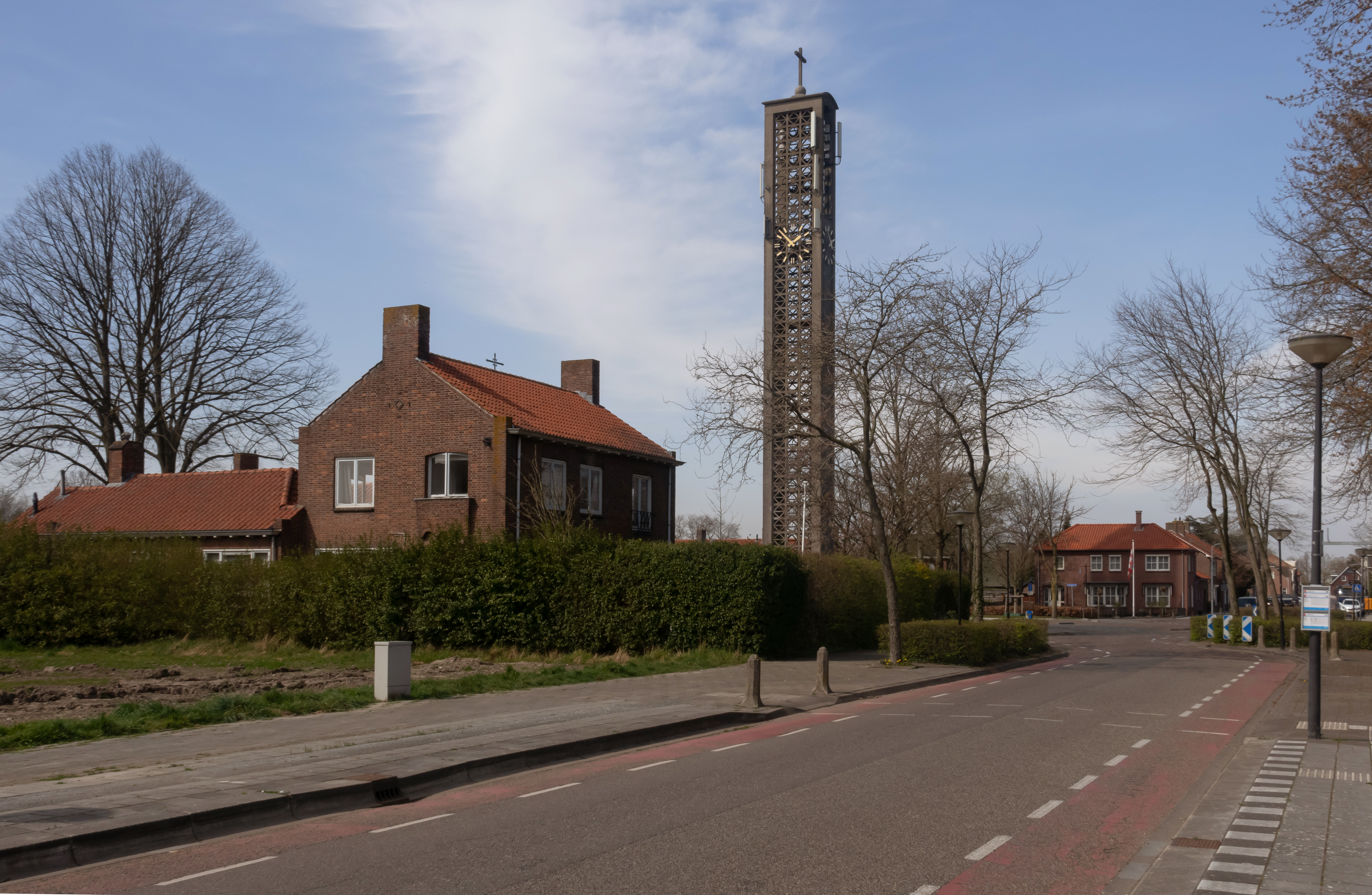
Moerdijk, het Dorpshuis

Moerdijk is een dorp in de gemeente Moerdijk, in de Nederlandse provincie Noord-Brabant. In 2023 telde het 1.110 inwoners.
Het dorp was vóór 1997 verdeeld over twee gemeenten. Het westelijk deel behoorde toe aan de gemeente Klundert en het oostelijk deel behoorde toe aan de gemeente Hooge en Lage Zwaluwe. In 1997, bij de gemeentelijke herindeling, is het dorp Moerdijk samen met de gemeenten Klundert, Willemstad en Fijnaart, bij de gemeente Zevenbergen gevoegd. Deze wijzigde in 1998 zijn naam in gemeente Moerdijk.
Moerdijk ligt aan de zuidzijde van de Moerdijkbruggen en de Servicetunnel Hollandsch Diep.

## Etymologie
De naam Moerdijk houdt verband met de veenmoerassen die hier vroeger lagen en die benut werden voor moernering en turfwinning. Men omdijkte het gebied waar men werkzaam was, vandaar de naam Moerdijk.

## Geschiedenis
Moerdijk zou reeds in 967 bestaan hebben onder de naam Sprangblok. Men begon hier vóór 1380 op grootschalige wijze met de moernering. Het Hollandsch Diep was toen een veel smallere kreek, Wijvekeen geheten, die nog niet in verbinding stond met de Merwede. Vanaf 1367 braken de dijken regelmatig door en dit culmineerde in de Sint-Elisabethsvloed van 1421. Omstreeks 1450 kwam aan de moernering een einde, mede door de dikke kleilaag die op het veen was afgezet. Er werd voortaan ruw zeezout uit het Middellandse Zeegebied geïmporteerd.
Geleidelijk aan ging men weer bedijken. Vóór 1600 werd het Eiland van Moerdijk van kaden voorzien en geleidelijk aan slibden vanuit het zuiden weer schorren aan die werden ingepolderd, zodat het eiland uiteindelijk weer vast aan het ingepolderde land kwam te liggen. In 1650 werd dan de Royale Dijk aangelegd, waarmee het toen reeds gevormde Hollandsch Diep werd ingedijkt.
Ondertussen was er bij Moerdijk een veerverbinding ingesteld over het Hollandsch Diep, naar het Eiland van Dordrecht. In 1820 werd de weg naar Breda met kasseien verhard en in 1822 werd de veerdienst Moerdijk-Willemsdorp in de vaart gebracht. In 1855 werd een spoorlijn van Antwerpen over Roosendaal naar de haven van Moerdijk geopend. Dit was de Grand National Belge en deze had te Moerdijk het station Moerdijk AR. In 1863 volgde de spoorlijn van Breda naar de haven van Moerdijk. Deze eindigde bij station Moerdijk SS. Uiteindelijk werd dan in 1872 de eerste Moerdijkbrug geopend, een spoorbrug. Hiermee kwam een einde aan de veerdienst, maar de opkomst van de auto maakte dat de veerdienst in 1912 weer werd ingesteld. Pas in 1936 kwam er ook een verkeersbrug. Een nieuwe, bredere, verkeersbrug werd geopend in 1978 en uiteindelijk kwam er nog een HSL-brug die na 2004 in gebruik werd genomen.

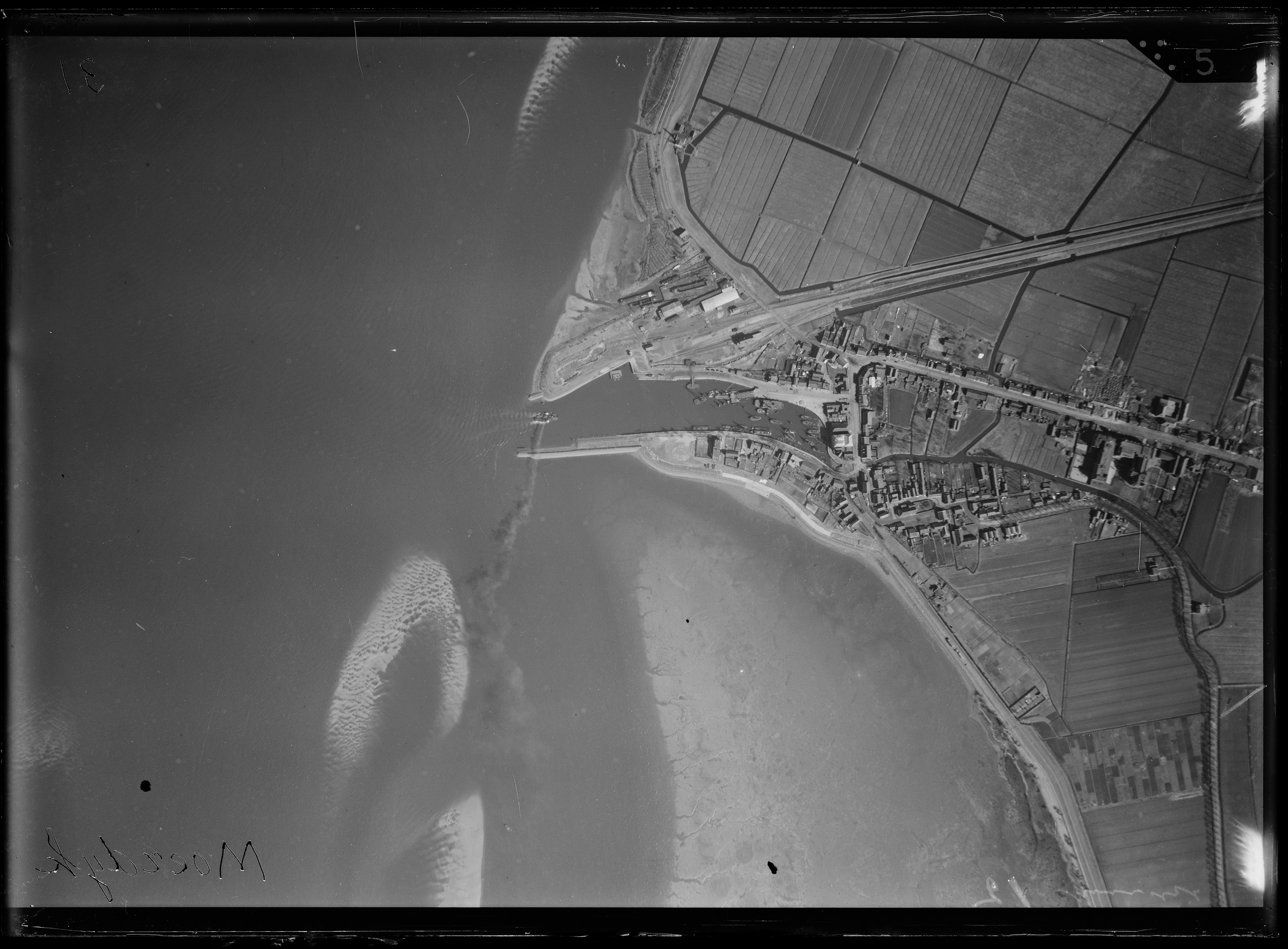
Luchtfoto van Moerdijk in de periode 1920-1940

Moerdijk was aanvankelijk niet veel meer dan een veerhaventje met veerhuis, en enkele tientallen huizen. De mensen leefden onder meer van de visserij. Daarnaast was er een zeepfabriek en de scheepswerf van gebr. De Korte, die echter in de jaren 30 van de 20e eeuw failliet ging.
Ten westen van Moerdijk ontwikkelde men plannen die vanaf 1968 werden uitgevoerd en leidden tot het 2.500 ha grote Haven- en industriegebied Moerdijk. De belangrijkste vestiging hier was Shell Moerdijk, dat onder meer de aardolieproducten van Shell Pernis ging verwerken tot basisgrondstoffen voor de kunststofindustrie. Met de bouw daarvan werd in 1970 begonnen.

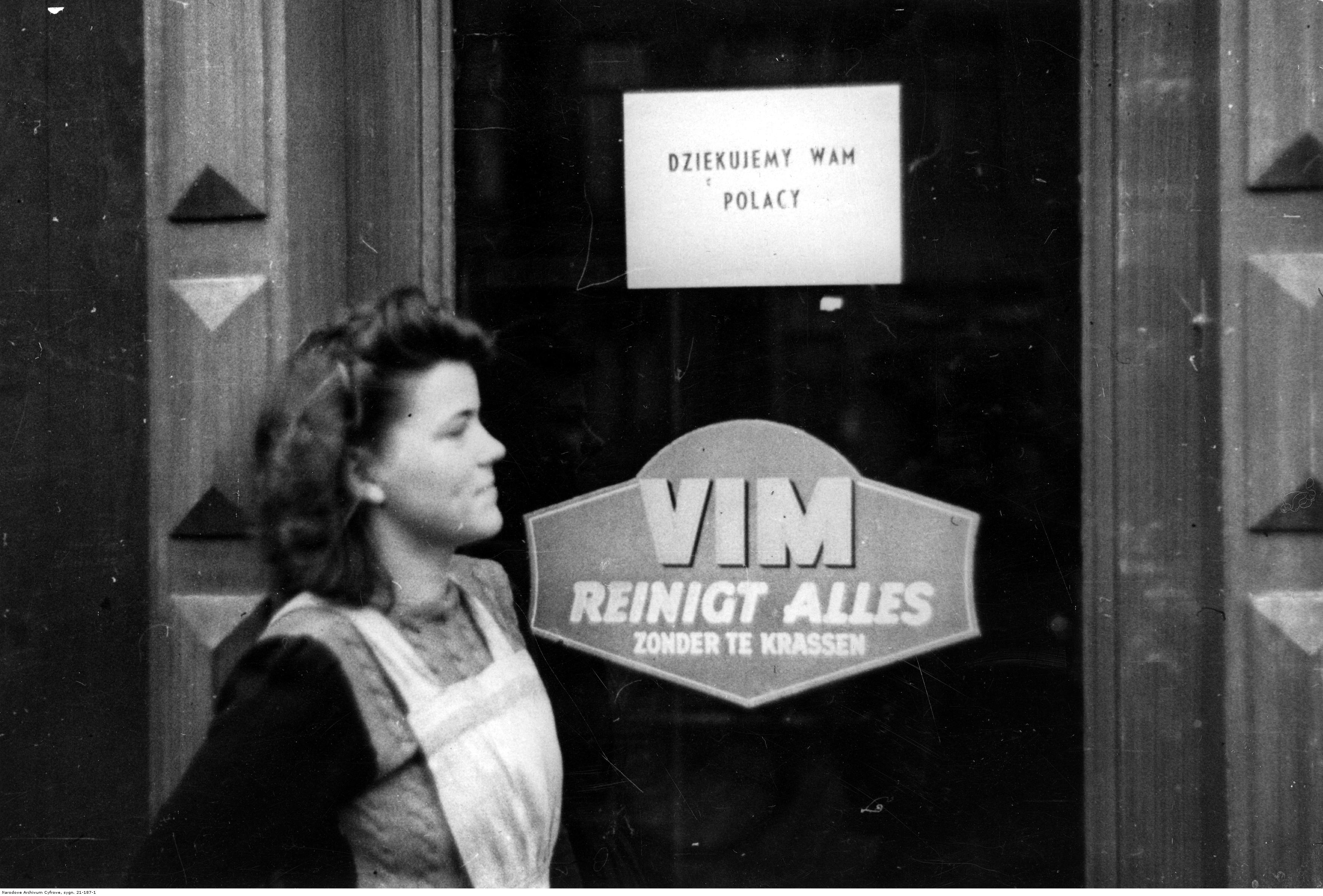
Inscriptie in het Pools: "Dank je, Polen" op de etalage in Moerdijk, die werd bevrijd door de 1e Pantserdivisie (Polen), november 1944

Latere plannen voorzagen in de aanleg van een nieuw grootschalig industrieterrein van 420 ha, Moerdijkse Hoek geheten. Uiteindelijk zou de driehoek tussen Zevenbergen, Zevenbergschen Hoek en Moerdijk worden volgebouwd, zodat het dorp Moerdijk vrijwel geheel door bedrijven omsloten zou worden. Alternatieven konden echter worden gevonden in de herstructurering van het bestaande industrieterrein. Niettemin kwamen er opnieuw plannen, nu voor het ontwikkelen van een Logistiek Park van 150 ha, dat werd geprojecteerd in de oksel van rijksweg 17 en rijksweg 16, opnieuw midden in de polder en zeer nabij de kern van Moerdijk.
Het dorp Moerdijk kreeg eind 1944 te maken met grote schade door oorlogsgeweld, daar het in 1944 aan de frontlinie lag. Vele woningen werden gesloopt om een vrij schootsveld te verschaffen, en aan de bevrijding op 9 november 1944 ging veel geweld vooraf. Op 29 september 1944 werd Moerdijk gebombardeerd. Daarbij werd 55% van het dorp geheel en 35% zwaar vernield. De Watersnood van 1953 richtte eveneens grote schade aan. Door dit alles dateert de bebouwing van het dorp voor een belangrijk deel uit de jaren 50 van de 20e eeuw. Later zijn nog enkele woonwijkjes bijgebouwd. Het voorzieningenniveau van Moerdijk is echter laag. Zo zijn er slechts enkele winkels.
Op kerkelijk gebied was er sprake van de inwijding van een hervormde kerk in 1815, een katholieke kerk uit 1863, en de komst van de Zusters van het Allerheiligste Hart van Jezus in 1886. Dezen werden ook Zusters van Moerdijk genoemd. Zij bezaten daar een moederhuis, een imposant complex. Voorts kwam er een gereformeerde kerk.
In 1944 werden alle kerk- en kloostergebouwen door oorlogsgeweld verwoest, afgezien van de hervormde kerk, die gespaard bleef. De zusters vertrokken voor het merendeel naar Koningshof, maar wél werd er door Bernardus Joannes Koldewey ook in Moerdijk nog een klooster met kapel opgetrokken aan de Steenweg 41. Enkele jaren later werd bij dit complex een school gebouwd die een tijd als basisschool De Burg in gebruik is geweest. Intussen zijn de zusters vertrokken, is de school gesloopt en gefuseerd tot IBS De Klaverhoek en heeft het klooster een woonhuisbestemming gekregen.
De uitbreiding van het havengebied en een industriegebied bij de A16 en A17 brengen met zich mee dat in het dorp Moerdijk ontvolking en onteigeningen plaatsvinden. In 2013 werd een adviescommissie onder leiding van oud-minister Ed Nijpels ingesteld die onderzoek doet naar de toekomst van het dorp. Een van de plannen van de commissie-Nijpels is een vertrekregeling voor dorpsbewoners ter waarde van 10 miljoen euro. Ook wordt er 8 miljoen geïnvesteerd in de leefbaarheid van het dorp.

## Bijnaam vissers van Moerdijk
Vóór 1940 leefden veertig gezinnen van de visserij. De Moerdijker vissers visten met schokkers, voorzien van een ankerkuil en staalbomen. Men viste op spiering, die ook werd uitgevoerd. Ze werd daartoe gekruid en in zuur ingelegd (spieringkruiers). De vangst geschiedde op de grote rivieren en de Zeeuwse wateren, na 1945 ook op de Westerschelde. Door de Deltawerken kwam de Moerdijker visserij goeddeels tot een einde. Enkelen zijn op zee gaan vissen vanuit Den Oever, Stellendam of Goedereede. Nog één familie vist vanuit Moerdijk, en wel op het Hollandsch Diep en het Haringvliet.

## Bezienswaardigheden
- De door Jos. Bedaux ontworpen Mariakapel werd ingewijd in 1939. Het was een initiatief van Brabantia Nostra, een vereniging die streed voor wat zij zag als Brabants eigene. De Madonna met kind werd uit kalkzandsteen gehouwen door Manus Evers. De kapel bevond zich daar waar het verkeer vanuit het noorden via de Moerdijkbrug Noord-Brabant binnenkwam. De "noorderlingen" werden aldus welkom geheten:

Sta reiziger! Wees wellekom
Hier treedt ge Brabant binnen
Doch weet, dit trotsche Hertogdom
Heeft Háár als Hertoginne
De kapel, die goed in het zicht lag, viel in 1968 ten offer aan de uitbreiding van de rijksweg 16. Een nieuwe constructie werd echter ontworpen, nu in beton. Het geheel is te vinden tegenover station Lage Zwaluwe en ligt wat onopvallend te midden van de infrastructuur.
- De Hervormde kerk, aan Wilhelminaplein 1, is gebouwd in 1815 en is opmerkelijk omdat kerk en pastorie in elkaars verlengde liggen. Het dak van het zaalkerkje wordt bekroond door een klokkentorentje. In 2005 werd het een protestantse kerk (PKN). Het orgel is gebouwd in 1972 door A.H. de Graaf te Leusden.
- De Gereformeerde kerk aan de Grindweg 82 werd gebouwd in 1953. Ze had een voorganger aan de Zwaluwsedijk, die in 1944 werd verwoest. Het huidige gebouw, voorzien van een achtkante toren, is een voorbeeld van wederopbouwarchitectuur. Architect was C. van der Bom. In 2005 werd de kerk onttrokken aan de protestantse eredienst door de vorming van de PKN, en tijdelijk verhuurd aan het genootschap der Transformanten. Door het luide, en elektronisch versterkte, gezang van deze groepering gingen de mensen klagen en verdwenen de Transformanten. Vervolgens is de kerk in 2007 verkocht aan een gezin en doet dienst als woning. Het uiterlijk van het gebouw is behouden gebleven.

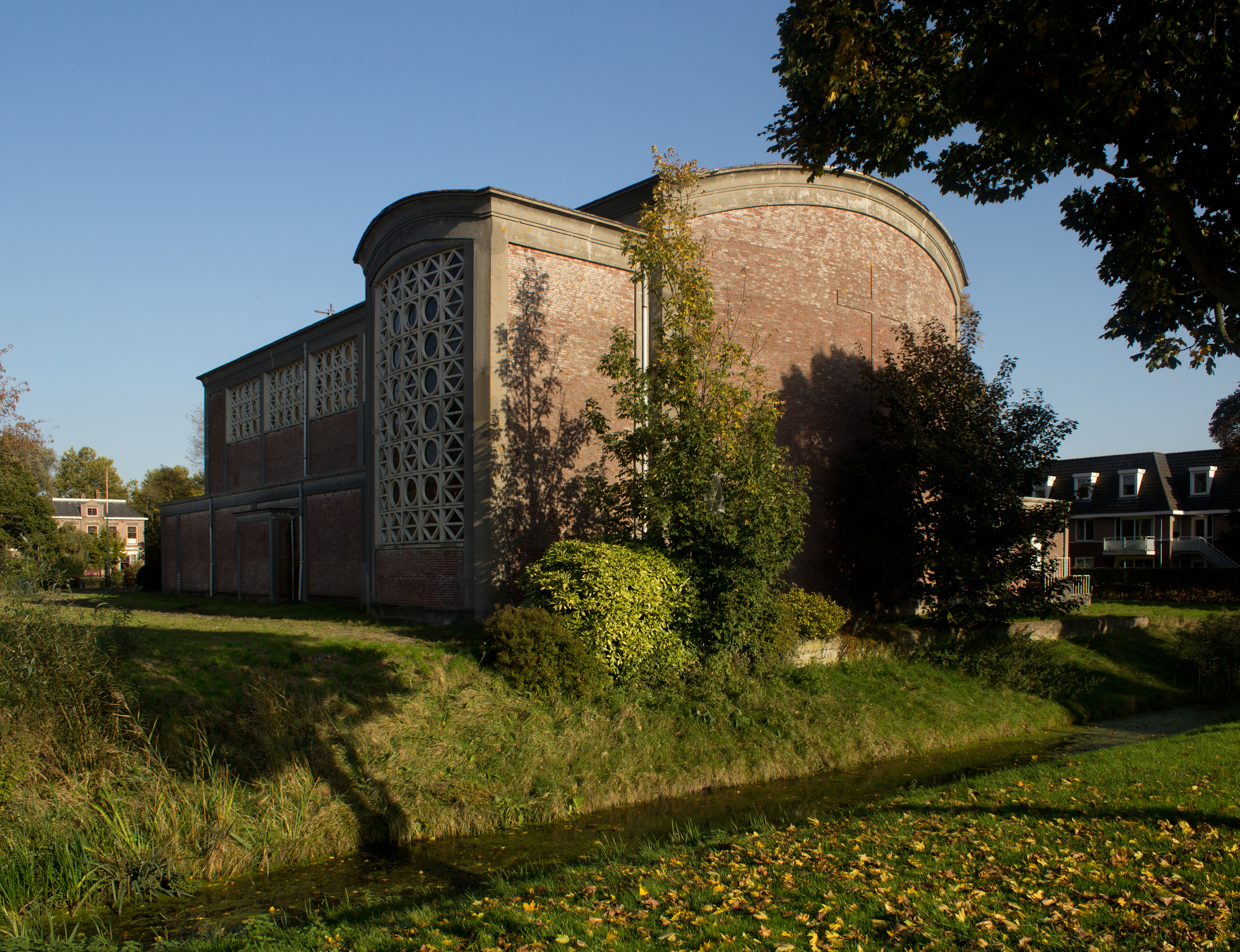
De Sint-Stefanuskerk te Moerdijk

- De Sint-Stefanuskerk, aan Steenweg 49, kende twee voorgangers: één uit 1861 die in 1930 gesloopt werd, nadat in 1929 een kerk, ontworpen door Jacques van Groenendael, in gebruik werd genomen. Deze werd in 1944 door oorlogsgeweld verwoest. In 1956 werd een nieuwe kerk in gebruik genomen die in modernistische stijl werd gebouwd. Architect was J.J.M. van Halteren. De betonkerk heeft een losstaande toren. In 2011 wordt de kerk onttrokken aan de eredienst en hoogstwaarschijnlijk gesloopt om vervangen te worden door een gemeenschapshuis, waarin ook de kerkdiensten zullen worden gehouden. De toren blijft mogelijk behouden. Er wordt naar een passende bestemming gezocht voor het belangrijke orgel, in 1964 gebouwd door Marcussen & Søn. De kerk heeft een kruisweg met vijftien staties (de vijftiende statie is de Verrijzenis), vervaardigd door Charles Eyck.
- Het oorlogsmonument aan de Havendijk, uitgevoerd in de vorm van een klokkenstoel.
- De Koning Haakonstraat en Julianastraat met houten woningen die door Noorwegen zijn geschonken aan de slachtoffers van de Watersnoodramp van 1953.

## Natuur en landschap
De kern van Moerdijk ligt voornamelijk in een zeekleigebied en wordt gedomineerd door het brede Hollandsch Diep met de Moerdijkbruggen. Tussen de dorpskern en het grootschalig industriegebied ligt de oude haven en het natuurgebied de Appelzak, een natuur- en recreatiegebied dat deel uitmaakt van een in de jaren 70 van de 20e eeuw aangelegd gebied van 258 ha, Moerdijk geheten, dat de negatieve gevolgen van de aanleg van het industrieterrein moest compenseren. Het wordt beheerd door Staatsbosbeheer en omvat, naast ligweiden, jonge aanplant van populieren en essen.
Hier mondt ook de Roode Vaart in de insteekhaven van het industriegebied uit.
In het Hollandsch Diep bevindt zich, ten westen van Moerdijk, het natuurgebied Sassenplaat.

## Branden
In de middag van 5 januari 2011 vond een grote brand plaats bij fabrikant Chemie-Pack. Mensen in de wijde omgeving (ook delen van de Randstad en Midden-Nederland) moesten hun ramen en deuren gesloten houden.
Op 3 juni 2014 vond er in de Shell-raffinaderij op hetzelfde terrein eveneens een grote brand plaats. De brand ging gepaard met twee zeer luide explosies, die tot op tientallen kilometers afstand te zien en te horen waren.
Op 12 mei 2015 vond er op wederom een grote brand plaats. Ditmaal na een explosie bij het recyclingbedrijf Remondis Argentia op hetzelfde terrein.

## Trivia
Het Hollandsch Diep vormt ogenschijnlijk een begrenzing van twee werelden: een Hollandse en een Brabantse. Hoewel hierop wel wat valt af te dingen (historisch gezien heeft een aanzienlijk deel van het huidige Noord-Brabant tot einde 18e eeuw tot het Gewest Holland behoord. Het Hollandsch Diep heeft tot de vorming van departement Brabant in 1807, nimmer de grens tussen Brabant en Holland gevormd.  Het geheel lag in Holland, evenals het dorp Moerdijk), wordt deze overgang in het spraakgebruik weergegeven met boven de rivieren  (noordelijk, calvinistisch, Holland) en beneden de rivieren (zuidelijk, katholiek, Brabant). Soms wordt gesproken over boven de Moerdijk en beneden de Moerdijk — ofwel ook over de Moerdijk om te spreken van "de anderen". Ook in het Frans zeggen de (franstalige) Belgen outre-Moerdijk om te spreken van de Hollanders.

## Nabijgelegen kernen
Dordrecht, 's-Gravendeel, Zevenbergen, Zevenbergschen Hoek, Lage Zwaluwe

## Geboren
- Niek van Leest (1930-2012), schilder en beeldhouwer